# Korpusy i stopnie służbowe w Służbie Kontrwywiadu Wojskowego
SKW nosi umundurowanie typu wojskowego oraz używa stopni służbowych określonych w ustawie.

## Podział stopni
| Naramiennik | Nazwa stopnia     |
| ----------- | ----------------- |
|             | Szeregowy         |
|             | Starszy szeregowy |

| Naramiennik | Nazwa stopnia             |
| ----------- | ------------------------- |
|             | Kapral                    |
|             | Starszy kapral            |
|             | Plutonowy                 |
|             | Starszy plutonowy         |
|             | Sierżant                  |
|             | Starszy sierżant          |
|             | Sierżant sztabowy         |
|             | Starszy sierżant sztabowy |

| Naramiennik | Nazwa stopnia            |
| ----------- | ------------------------ |
|             | Młodszy chorąży          |
|             | Chorąży                  |
|             | Starszy chorąży          |
|             | Młodszy chorąży sztabowy |
|             | Chorąży sztabowy         |
|             | Starszy chorąży sztabowy |

| Naramiennik | Nazwa stopnia   |
| ----------- | --------------- |
|             | Podporucznik    |
|             | Porucznik       |
|             | Kapitan         |
|             | Major           |
|             | Podpułkownik    |
|             | Pułkownik       |
|             | Generał brygady |

## Zmiana stopnia

### Nadawanie stopnia
Stopień szeregowego nadawany jest funkcjonariuszowi z dniem przyjęcia do służby. Mianowanie na stopień w korpusie podoficerów i podchorążych odbywa się poprzez uzyskanie pozytywnej opinii służbowej i zajmowanego przez siebie stanowiska oraz uzyskanie pozytywnego wyniku egzaminu. Z kolei mianowanie na stopień oficerski posiada takie same wymagania lecz dodatkowo kandydat na stopień oficerski powinien posiadać wyższe wykształcenie. Stopnie podoficerów, chorążych oraz oficerów są dożywotnie. Funkcjonariusze, którzy zostali zwolnieni ze służby w SKW mogą używać posiadane przez siebie stopnie z dodaniem określenia "rezerwy", gdy dany funkcjonariusz podlega obowiązkowi służby wojskowej oraz jest zdolny do tej służby bądź z dodaniem określenia "w stanie spoczynku", gdy funkcjonariusz nie jest zdolny do służby wojskowej.

### Utrata stopnia
Utrata stopnia służbowego może nastąpić w trzech przypadkach:
- w przypadku utraty obywatelstwa polskiego
- w przypadku prawomocnego orzeczenia środka karnego pozbawienia praw publicznych
- w przypadku skazania prawomocnym wyrokiem sądu na karę pozbawienia wolności za przestępstwo, którego motywacja zasługuje na szczególne potępienie

### Przywrócenie stopnia
Przywrócenie stopnia służbowego może nastąpić w czterech przypadkach:
- w przypadku uchylenia prawomocnego orzeczenia środka karnego pozbawienia praw publicznych
- w przypadku uchylenia skazania prawomocnym wyrokiem sądu na karę pozbawienia wolności za przestępstwo, którego motywacja zasluguje na szczególne potępienie
- w przypadku uchylenia decyzji, która spowodowała utratę lub pozbawienie stopnia
- w przypadku uchylenia kary dyscyplinarnej pozbawienia stopnia[2]